# Sometimes (cântec de Britney Spears)
„Sometimes” este un cântec înregistrat de către interpreta americană Britney Spears pentru albumul ei de debut, ...Baby One More Time (1999). Piesa a fost lansată la 15 aprilie 1999 drept cel de-al doilea disc single extras de pe album, sub egida casei de discuri Jive Records. „Sometimes” este o melodie teen pop cu influențe din muzica bubblegum pop, compusă de Jörgen Elofsson și produsă de Per Magnusson, David Kreuger și Elofsson. Versurile cântecului vorbesc despre o relație în care o fată timidă se sfiește să îi mărturisească iubitului ei sentimentele pe care le are. Melodia a primit recenzii mixte din partea criticilor contemporani.
„Sometimes” a fost un succes comercial în întreaga lume, devenind un șlagăr de top 10 în unsprezece țări. În Statele Unite, single-ul a ocupat locul 21 în clasamentul Billboard Hot 100. Piesa a ajuns pe primul loc în Belgia (regiunea Flandra), Olanda și Noua Zeelandă, clasându-se, de asemenea, pe locul doi în Australia. În Regatul Unit, „Sometimes” a ocupat locul trei și a devenit totodată al treilea cel mai bine vândut single a lui Spears în regiunea respectivă. Videoclipul muzical al melodiei a fost regizat de Nigel Dick și filmat la Paradise Cove în Malibu, California. Clipul o înfățișează pe Spears privindu-și partenerul de la distanță. Artista a interpretat „Sometimes” în patru dintre turneele ei, printre care ...Baby One More Time Tour (1999), Oops!... I Did It Again World Tour (2000–01) și Dream Within a Dream Tour (2001–02).

## Informații generale
Înainte de a începe să-și înregistreze albumul de debut, Spears și-a dorit ca materialul să fie inspirat de „muzica lui Sheryl Crow, dar mai tânără și mult mai adult contemporary”. Totuși, solista a fost de acord cu producătorii aleși de casa de discuri, care aveau obiectivul ca piesele să se adreseze în principal publicului adolescent. Spears a înregistrat jumătate din piesele albumului în perioada martie-aprilie 1998 în cadrul Studiourilor Cherion din Stockholm, Suedia, avându-i ca producători pe Max Martin, Denniz Pop, Rami Yacoub și alții. „Sometimes” a fost compus de Jörgen Elofsson, în timp ce Per Magnusson și David Kreuger au fost responsabili cu producția cântecului. Spears și-a înregistrat vocea în luna mai a anului 1998, la Studiourile Cherion din Stockholm, Suedia. Mixajul a fost realizat de către Martin la același studio. Esbjörn Öhrwall a cântat la chitară acustică, iar Thomas Lindberg a cântat la chitară bas. Kreuger s-a ocupat de aranjarea sintetizatoarelor, precum și de programare, iar partea de claviatură suplimentare a fost interpretată de Magnusson. Anders von Hoffsten a contribuit în calitate de acompaniament vocal. Spears a compus și înregistrat o melodie intitulată „I'm So Curious”, produsă de Eric Foster White și inclusă ulterior drept față B a lansării single-ului „Sometimes”. „I'm So Curious” a fost înregistrat în anul 1997, la Studiourile 4MW East, în  New Jersey. „Sometimes” a fost lansat drept cel de-al doilea disc single extras de pe albumul ...Baby One More Time la data de 30 aprilie 1999.

### Controverse legate de compoziție
Cântecul a stârnit controverse în ceea ce privește compozitorul versurilor. Steve Wallace, un textier originar din Indiana, a afirmat că a compus piesa „Sometimes” în anul 1990, însă drepturile de autor i-au fost acordate abia în 2003, la patru ani după ce Spears a înregistrat drepturile de autor pentru melodie. Wallace a dezvăluit faptul că Spears a luat la cunoștință că el este compozitorul cântecului, demonstrând acest lucru instanței cu ajutorul unui posibil e-mail de la artistă, în care se relata: „Acum știu sigur că tu ai compus [«Sometimes»]. Însă nu pot să fac nimic în privința asta. Doar atât pot spune”. E-mail-ul a fost considerat fals iar procesul a fost respins la 31 octombrie 2005, atunci când judecătorul John D. Tinder a susținut ferm că Spears nu a furat cântecul.

## Structura muzicală și versurile

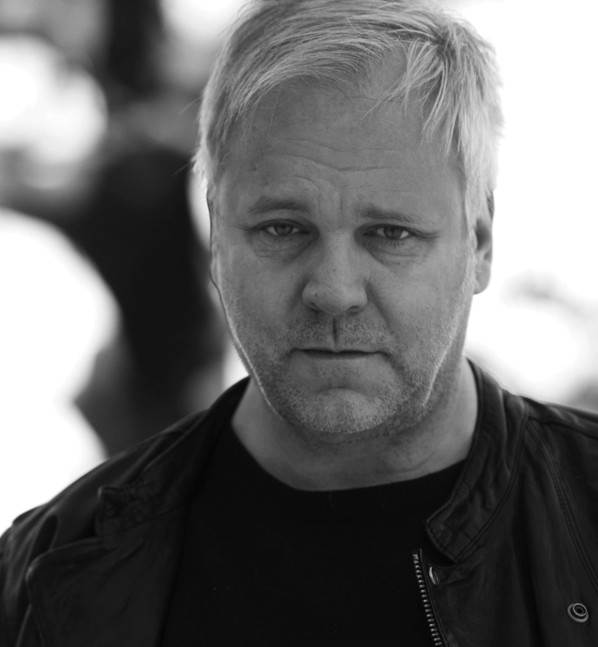
Jörgen Elofsson, compozitorul cântecului „Sometimes”.

„Sometimes” este un cântec teen pop de dragoste, cu influențe din genul muzical bubblegum pop, și cu o durată de patru minute și patru secunde. Piesa este compusă în tonalitatea Si♭ major și are tempo lent spre moderat de 96 de bătăi pe minut. După secvența intermediară, linia melodică transpune tonalitatea Si major. Gama vocală a lui Spears se întinde pe aproape două octave, de la nota joasă Fa3 la nota înaltă Mi5. Cântecul urmărește o secvență de Do minor11–Fa7 suspendat–Si♭–Si♭(9)/Re–Fa/La–Fa în progresia de acorduri. Stephen Thomas Erlewine de la website-ul Allmusic a observat că „Sometimes” are „un refren captivant și o linie melodică înduioșătoare, cu un ritm ce aduce aminte de muzica euro-dance”.
Din punct de vedere al versurilor, melodia a fost considerată drept „o baladă tristă” în care Spears declară în introducere „You tell me you're in love with me/That you can't take your pretty eyes away from me/It's not that I don't wanna stay/But every time you come too close I move away” (ro.: „Îmi spui că ești îndrăgostit de mine/Că nu-ți poți ține ochii frumoși departe de mine/Motivul nu este acela că nu vreau să mai rămân/Însă de fiecare dată când te apropii prea mult, mă îndepărtez”). Potrivit lui Andy Bennett și Richard A. Peterson, autorii cărții Music scenes: local, translocal and virtual (2004), „Spears înfățișează o latură diferită a personalității ei [cu piesa «Sometimes»], în comparație cu celelalte melodii”. Ambii au comentat faptul că piesa „duce lipsă de un ritm bine determinat, iar instrumentele utilizate în fundal sunt mai pline, mai line, și cu sintetizatoare rotunjite”,  iar vocea artistei a fost descrisă drept „mai naturală” în comparație cu cea din piesele „...Baby One More Time” și „(You Drive Me) Crazy”.

## Recepția criticilor
„Mesajul pozitiv pe care fetele îl întâmpină pe «Sometimes» nu stă atât de mult în cântecul în sine, ci mai degrabă în contrastul—atât din punct de vedere al versurilor, cât și din punct de vedere muzical—față de celelalte cântece ale lui Spears. În final, fetele sărbătoresc numeroasele laturi ale lui Britney, precum și ideea că ea are «personalități» diferite, exprimate prin muzică”. 
Amanda Murray de la website-ul Sputnikmusic a considerat că „Sometimes” este o alegere potrivită pentru o lansare single, însă a descris melodia drept „nesemnificativă”. Kyle Anderson de la canalul MTV a spus că melodia este „o introducere către primele tipuri de așa-zise balade ale [albumului ...Baby One More Time], și a fost de părere că este „destul de rezonabil, în ciuda faptului că versurile din trei cântece ale lui Spears par a fi în totalitate legate de băieți. Ca și cum nu se oprește niciodată din a se gândi la ei”. Într-o recenzie pentru revista Rolling Stone, Caryn Ganz a numit „Sometimes” un „viitor hit” de pe albumul ...Baby One More Time, alături de melodiile „From the Bottom of My Broken Heart” și „(You Drive Me) Crazy”. Spence D. de la website-ul IGN a opinat că este „un cântec pop matur și strălucit”, în timp ce Annabel Leathes de la BBC Online a afirmat că piesa „reprezintă anii inocenței, atunci când Britney ne enerva și ne entuziasma în egală măsură”. La ediția din 2000 a galei de premii BMI Pop Awards, „Sometimes” a fost laureat cu premiul „Most Performed BMI Song”. În anul 2017, Dave Fawbert de la publicația ShortList a inclus piesa în lista cântecelor cu „cele mai bune schimbări de tonalitate din istoria muzicii”.

## Performanța în clasamentele muzicale
„Sometimes” a obținut succes comercial în clasamentele din întreaga lume. Single-ul a ocupat primul loc în Belgia (regiunea Flandra), Olanda și Noua Zeelandă, și a fost premiat cu discul de aur de către Recording Industry Association of New Zealand (RIANZ) în regiunea menționată anterior, pentru cele peste 7.500 de unități fizice vândute. În Australia, piesa a ajuns pe locul doi și a primit un disc de platină din partea Australian Recording Industry Association (ARIA) pentru cele peste 70.000 de exemplare vândute. De-a lungul Europei, melodia a devenit un șlagăr de top 10 în peste 10 țări, printre care Finlanda, Danemarca, Germania sau Suedia. În România, „Sometimes” a fost al zecelea cel mai difuzat cântec la posturile de radio din anul 1999. În Franța, piesa a ocupat locul 13 și a primit discul de aur din partea Syndicat National de l'Édition Phonographique (SNEP) pentru vânzarea a peste 125.000 de unități. Single-ul a fost, de asemenea, un succes în Regatul Unit, debutând pe poziția sa maximă, locul trei, în ierarhia UK Singles Chart, la 26 iunie 1999. Conform datelor furnizate de Official Charts Company, „Sometimes” este al treilea cel mai bine vândut single a lui Spears în Regatul Unit, înregistrând vânzări de peste 456.000 de copii fizice. În Statele Unite, piesa a ajuns pe locul 21 în clasamentul Billboard Hot 100, la 24 iulie 1999. În mod concomitent, melodia a ocupat locul 11 în topul Adult Contemporary, locul 29 în topul Adult Pop Songs, precum și locul șase în topul Pop Songs. În ciuda faptului că „Sometimes” s-a bucurat de succes la posturile de radio, cântecul nu a fost pus la dispoziție spre vânzare în formate fizice pentru a impulsiona vânzările albumului ...Baby One More Time, nereușind astfel să obțină o poziție mai înaltă în ierarhia Billboard Hot 100.

## Videoclipul muzical
Spears a început repetițiile pentru videoclipul muzical al piesei „Sometimes” în luna februarie a anului 1999. Cu toate acestea, în urma unei răni suferite la genunchi, artista a trebuit să înceapă ședințe de fizioterapie. O lună mai târziu, cântăreața a lansat un comunicat de presă: „Vreau să le mulțumesc fanilor mei minunați și tuturor oamenilor care mi-au oferit dragostea și sprijinul lor în toată această perioadă”, dezvăluind că nu va putea să filmeze videoclipul până în aprilie 1999. Acesta a fost ulterior regizat de Nigel Dick, cel care s-a ocupat anterior de filmarea videoclipului pentru single-ul de debut „...Baby One More Time”. Clipul pentru „Sometimes” a fost filmat la Paradise Cove din Malibu, California, și a avut premiera la 6 mai 1999, în timpul emisiunii Total Request Live de pe canalul MTV.
Potrivit MTV, conceptul inițial al videoclipului a fost să o prezinte pe Spears pe veranda unei case aflată pe o faleză, privind un grup de copii cum se joacă și aducându-și aminte de fostul ei partener. Cu toate acestea, conceptul a fost schimbat mai târziu, iar videoclipul începe cu cântăreața mergând către un telescop și privind prin el. Artista joacă rolul unei fete din vecini care privește de la depărtare un bărbat care își plimbă câinele pe o plajă, personaj portretizat de fotomodelul Chad Cole. Din conceptul original a fost păstrată locația de pe plajă, iar cadrele videoclipului sunt intercalate de scene în care Spears dansează pe podul de la Paradise Coven, în timp ce toți dansatorii ei poartă ținute albe. Alte scene o prezintă pe Spears stând aproape de o mașină. Un redactor al publicației Rolling Stone a observat faptul că videoclipul este cunoscut pentru „purificarea personalității sexy prezentate de solistă prin intermediul clipului pentru piesa «... Baby One More Time»”. Acesta a continuat prin a descrie videoclipul: „o Britney Spears virginală care poartă o rochie albă, lungă până în pământ (precum și alte ținute modeste), și contemplează la un băiat drăguț de pe plajă. Ea merge apoi către balcon alături de o minge roz, și interpretează o coregrafie în care dansatorii ei formează o inimă, pe măsură ce cântă versul «hold you tight, treat you right» (ro.: «să te țin strâns lângă mine, să mă port cum se cuvine»). Spears stă pe o pătură de picnic, dorindu-și ca el să fie alături de ea. Însă ulterior, pleacă singură”. La data de 20 februarie 2012, secvențe de pe platourile de filmare ale videoclipului piesei „Sometimes” au apărut în mod ilegal pe internet.

## Ordinea pieselor pe disc
| - CD single distribuit în Europa 1. „Sometimes” (Radio Edit) — 3:55 2. „Sometimes” (Soul Solution Mid Tempo Mix) — 3:29 - CD maxi single distribuit în Europa și Australia 1. „Sometimes” (Radio Edit) — 3:55 2. „I'm So Curious” — 3:35 3. „Sometimes” (Soul Solution Mid Tempo Mix) — 3:29 - CD maxi single distribuit în Regatul Unit 1. „Sometimes” (Radio Edit) — 3:55 2. „Sometimes” (Soul Solution Mid Tempo Mix) — 3:29 3. „I'm So Curious” — 3:35 | - CD maxi single distribuit în Japonia 1. „Sometimes” (Radio Edit) — 3:55 2. „...Baby One More Time” (Sharp Platinum Vocal Remix) — 8:11 3. „...Baby One More Time” (Davidson Ospina Club Mix) — 5:40 - Casetă single 1. „Sometimes” (Radio Edit) — 3:55 2. „I'm So Curious” — 3:35 |

## Acreditări și personal
Persoanele care au lucrat la aceste cântece sunt preluate de pe broșura discului single „Sometimes”.
| Sometimes - Britney Spears – voce principală, acompaniament vocal - Jörgen Elofsson – textier - David Kreuger – producător, claviatură, programare - Per Magnusson – producător, claviatură - Anders von Hoffsten – acompaniament vocal - Esbjörn Öhrwall – chitară acustică, chitară - Thomas Lindberg – chitară bas, bas, chitară - Max Martin – mixaj - Tom Coyne – masterizare | I'm So Curious - Britney Spears – voce principală, acompaniament vocal, textier - Eric Foster White – textier, producător, mixaj, chitară bas, bas, chitară, claviatură, programare - Dan Petty – chitară, chitară acustică - Tom Coyne – masterizare |

## Prezența în clasamente
| Țară (clasament 1999)                           | Poziție maximă | Referință |
| ----------------------------------------------- | -------------- | --------- |
| Australia (ARIA)                                | 2              | [ 33 ]    |
| Austria (Ö3 Austria Top 40)                     | 6              | [ 34 ]    |
| Belgia (Ultratop 50 Flandra)                    | 1              | [ 35 ]    |
| Belgia (Ultratop 50 Valonia)                    | 6              | [ 36 ]    |
| Brazilia (ABPD)                                 | 1              | [ 37 ]    |
| Canada (RPM Top Singles)                        | 7              | [ 38 ]    |
| Canada (RPM Adult Contemporary)                 | 5              | [ 39 ]    |
| Danemarca (IFPI)                                | 7              | [ 40 ]    |
| Elveția (Schweizer Hitparade)                   | 7              | [ 41 ]    |
| Finlanda (Suomen virallinen lista)              | 4              | [ 42 ]    |
| Franța (SNEP)                                   | 13             | [ 43 ]    |
| Germania (GfK Entertainment Charts)             | 6              | [ 44 ]    |
| Irlanda (IRMA)                                  | 5              | [ 45 ]    |
| Islanda (Íslenski Listinn Topp 40)              | 25             | [ 46 ]    |
| Italia (FIMI)                                   | 7              | [ 47 ]    |
| Noua Zeelandă (Recorded Music NZ)               | 1              | [ 48 ]    |
| Norvegia (VG-lista)                             | 13             | [ 49 ]    |
| Olanda (Dutch Top 40)                           | 1              | [ 50 ]    |
| Olanda (Single Top 100)                         | 1              | [ 51 ]    |
| Regatul Unit (UK Singles Chart)                 | 3              | [ 52 ]    |
| Regatul Unit (UK Indie Chart)                   | 1              | [ 53 ]    |
| Scoția (Official Charts Company)                | 5              | [ 54 ]    |
| Spania (PROMUSICAE)                             | 13             | [ 55 ]    |
| Suedia (Sverigetopplistan)                      | 4              | [ 56 ]    |
| Statele Unite ale Americii (Billboard Hot 100)  | 21             | [ 57 ]    |
| Statele Unite ale Americii (Adult Contemporary) | 11             | [ 58 ]    |
| Statele Unite ale Americii (Adult Top 40)       | 29             | [ 59 ]    |
| Statele Unite ale Americii (Mainstream Top 40)  | 6              | [ 60 ]    |
| Statele Unite ale Americii (Rhythmic)           | 12             | [ 61 ]    |
| Ungaria (Mahasz)                                | 8              | [ 62 ]    |

| Țară (clasament 1999)                          | Poziția maximă | Referință |
| ---------------------------------------------- | -------------- | --------- |
| Australia (ARIA)                               | 22             | [ 63 ]    |
| Belgia (Ultratop Flandra)                      | 11             | [ 64 ]    |
| Belgia (Ultratop Valonia)                      | 28             | [ 65 ]    |
| Canada (RPM Top Singles)                       | 32             | [ 66 ]    |
| Canada (RPM Adult Contemporary)                | 44             | [ 67 ]    |
| Elveția (Schweizer Hitparade)                  | 38             | [ 68 ]    |
| Franța (SNEP)                                  | 54             | [ 69 ]    |
| Germania (GfK Entertainment Charts)            | 57             | [ 70 ]    |
| Italia (FIMI)                                  | 90             | [ 71 ]    |
| Noua Zeelandă (Recorded Music NZ)              | 20             | [ 72 ]    |
| Olanda (Dutch Top 40)                          | 20             | [ 73 ]    |
| Regatul Unit (UK Singles Chart)                | 34             | [ 74 ]    |
| România (Romanian Top 100)                     | 10             | [ 21 ]    |
| Suedia (Sverigetopplistan)                     | 27             | [ 75 ]    |
| Statele Unite ale Americii (Billboard Hot 100) | 86             | [ 76 ]    |

## Vânzări și certificări
| \| Țară (clasament) \| Vânzări/ puncte \| Certificare \| Referințe \| \| -------------------- \| --------------- \| ----------- \| --------- \| \| Australia (ARIA) \| +70.000 \| \| [77] \| \| Belgia (BEA) \| +50.000 \| \| [78] \| \| Franța (SNEP) \| +250.000 \| \| [22] \| \| Olanda (NVPI) \| +50.000 \| \| [79] \| \| Noua Zeelandă (RMNZ) \| +5.000 \| \| [19] \| \| Suedia (GLF) \| +30.000 \| \| [80] \| \| Regatul Unit (BPI) \| +456.000 \| \| [81][82] \| | Note - reprezintă „disc de aur”; - reprezintă „disc de platină”; |             |               |
| Țară (clasament) | Vânzări/ puncte                                                  | Certificare | Referințe     |
| Australia (ARIA) | +70.000                                                          |             | [ 77 ]        |
| Belgia (BEA) | +50.000                                                          |             | [ 78 ]        |
| Franța (SNEP) | +250.000                                                         |             | [ 22 ]        |
| Olanda (NVPI) | +50.000                                                          |             | [ 79 ]        |
| Noua Zeelandă (RMNZ) | +5.000                                                           |             | [ 19 ]        |
| Suedia (GLF) | +30.000                                                          |             | [ 80 ]        |
| Regatul Unit (BPI) | +456.000                                                         |             | [ 81 ] [ 82 ] |

## Datele lansărilor
| Țară              | Dată            | Format    | Casă de discuri             |
| ----------------- | --------------- | --------- | --------------------------- |
| Japonia           | 14 aprilie 1999 | CD single | Zomba Recording Corporation |
| Regatul Unit      | 17 mai 1999     | CD single | Zomba Recording Corporation |
| Uniunea Europeană | 15 aprille 1999 | CD single | Zomba Recording Corporation |
| Austria           | 7 iunie 1999    | CD single | Zomba Recording Corporation |
| Germania          | 7 iunie 1999    | CD single | Zomba Recording Corporation |
| Elveția           | 7 iunie 1999    | CD single | Zomba Recording Corporation |